# Xích lại gần nhau
Xích lại gần nhau (tên tiếng Anh: Closer, dịch theo nghĩa đen Gần hơn) là một phim điện ảnh chính kịch lãng mạn của Mỹ năm 2004 do Patrick Marber viết kịch bản, dựa trên vở kịch cùng tên năm 1997 của chính ông. Phim do Mike Nichols đạo diễn kiêm sản xuất với sự tham gia của Julia Roberts, Jude Law, Natalie Portman và Clive Owen. Nội dung phim giống như vở kịch được chuyển thể, là một phiên bản bi kịch hiện đại từ vở opera Così fan tutte của Mozart. Phim được công nhận với nhiều giải thưởng và đề cử, trong đó có các đề cử Oscar và chiến thắng Quả cầu vàng cho cả Portman và Owen với diễn xuất vai phụ của họ trong phim.

## Nội dung
Câu chuyện xảy ra tại London, Dan Wolf (Jude Law) là một nhà báo tốt bụng chuyên viết cáo phó, đưa Alice Ayres (Natalie Portman) đến bệnh viện sau khi cô này bị xe đâm. Duyên số run rủi thế nào mà hai người lại nảy sinh tình cảm với nhau, Dan muốn viết một cuốn sách dựa trên cảm hứng về cuộc đời Alice. Một năm sau, trong khi chụp ảnh chuẩn bị phát hành sách, Dan gặp gỡ phó nháy Anna Cameron (Julia Roberts), anh muốn làm quen với cô nhưng bị từ chối nên giăng bẫy ghép đôi Anna với bác sĩ da liễu nghiện sex Larry Bagley (Clive Owen), nhưng kết cục lại là một đám cưới hạnh phúc.
Rồi lại một năm sau nữa, Dan và Anna bắt đầu hẹn hò nhau khiến mối quan hệ bốn người rạn vỡ. Dan băn khoăn giữa cô bạn gái đáng yêu nhưng suốt ngày bám riết lấy anh và cô bồ lạnh lùng nhưng rất thông minh, còn Anna chẳng thể chọn lựa Dan hay ông chồng ngọt ngào nhưng hơi bạo lực. Mối quan hệ chồng chéo khiến tất cả bọn họ bắt đầu bị ám ảnh bởi chuyện gây tổn thương cho nhau và gây ra nhiều đổ vỡ đáng tiếc.